# ليونيل جونسون
ليونيل جونسون (بالإنجليزية: Lionel Johnson)‏ (و. 1867 – 1902 م) هو شاعر، ومؤلف، وكاتب، وناقد أدبي من المملكة المتحدة لبريطانيا العظمى وأيرلندا، توفي في مستشفى سانت بارثولوميو، عن عمر يناهز 35 عاماً.

## التعليم
تعلم في كلية نيو كوليج.

## روابط خارجية
- ليونيل جونسون على موقع الموسوعة البريطانية (الإنجليزية)
- ليونيل جونسون على موقع ميوزك برينز (الإنجليزية)
- ليونيل جونسون على موقع ديسكوغز (الإنجليزية)